# Boab Prison Tree

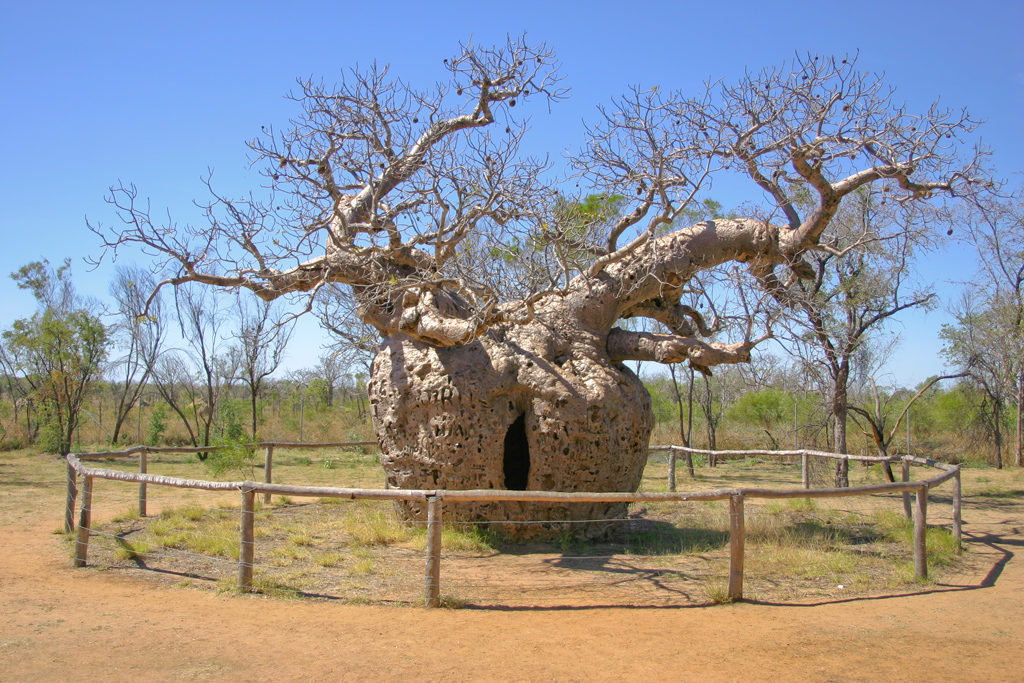
De Boab Prison Tree

De Boab Prison Tree is een Australische baobab (Adansonia gregorii) die ten zuiden van het stadje Derby in West-Australië staat.
Deze grote holle baobab zou die in de jaren negentig van de negentiende eeuw als tijdelijke gevangenis zijn gebruikt voor Aborigines op weg naar de gevangenis in Derby. Tegenwoordig is, om vandalisme tegen te gaan, een hek om de boom geplaatst. Het is een toeristische attractie.